# Park Kultury (Kolzewaja-Linie)

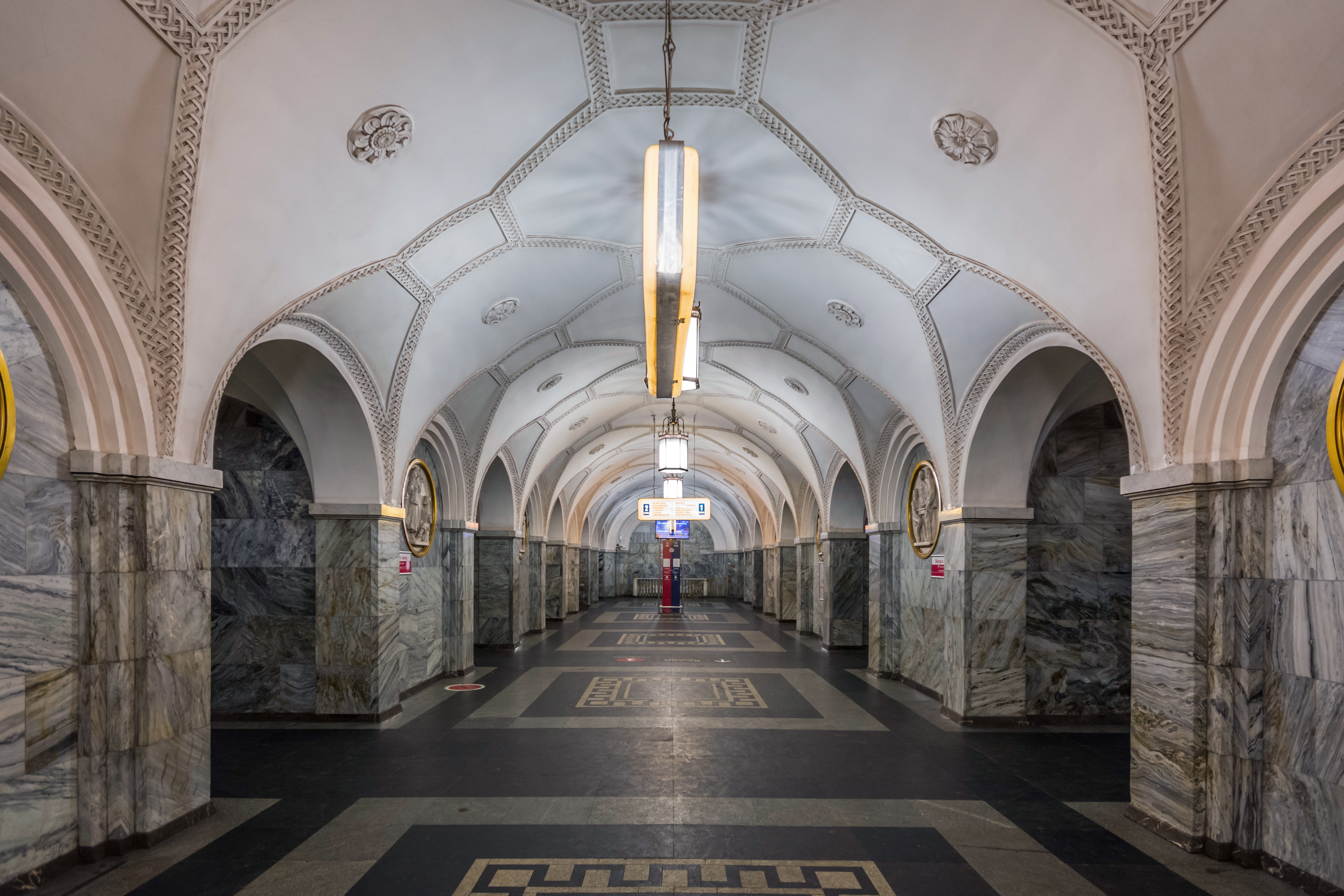
Bahnsteighalle

Park Kultury (russisch Парк культу́ры (Ausspracheⓘ); deutsch Kulturpark) ist ein U-Bahnhof der Metro Moskau auf der Ringlinie. Er wurde am 1. Januar 1950 innerhalb des ersten Bauabschnittes dieser Linie in Betrieb genommen.

## Allgemeine Beschreibung
Der 40 Meter unter der Erdoberfläche angelegte Bahnhof befindet sich im Südwesten des Moskauer Zentrums. Er verfügt über einen Zugang über ein separates Vestibülgebäude, das an der äußeren Seite des Gartenrings liegt. In dieses Gebäude ist auch einer von insgesamt zwei Zugängen zum gleichnamigen U-Bahnhof der „roten“ Linie integriert. Fahrgäste, die am U-Bahnhof Park Kultury von der Kolzewaja- zur Sokolnitscheskaja-Linie gelangen wollen, müssen per Rolltreppen von der Bahnsteighalle ins Vestibül übergehen und gelangen von dort über eine weitere Rolltreppe zum direkten Übergang auf die Sokolnitscheskaja-Linie.
Der Name des U-Bahnhofs lässt sich wörtlich als „Kulturpark“ übersetzen, was synonym ist für den sich in der Nähe befindlichen Gorki-Park. Der Fußweg vom Vestibül des U-Bahnhofs zum Haupteingang des Parks beträgt entlang des Gartenrings etwa zehn Minuten, dabei ist die Krimbrücke über die Moskwa zu überqueren. Die nächstöstliche Ringlinien-Station Oktjabrskaja befindet sich sogar etwas näher zum Eingang des Gorki-Parks, als die nach letzterem benannte Station Park Kultury.
Der U-Bahnhof der Kolzewaja-Linie verfügt außer dem Rolltreppenschacht ins Vestibülgebäude über keinen weiteren Zugang. Mittelfristig ist zwar der Bau eines zweiten Zuganges am anderen Ende des Bahnsteigs vorgesehen, um den im Berufsverkehr oft verstopften bestehenden Zugang zu entlasten. Bereits 2011 wird jedoch der alte Zugang zusammen mit dem Vestibül runderneuert; der Beginn der Arbeiten erfolgt am 5. Februar. Somit muss der gesamte U-Bahnhof für die mehrmonatige Dauer der Rekonstruktion geschlossen werden, wie dies bereits bei Elektrosawodskaja und anderen über nur einen Zugang verfügenden Moskauer U-Bahnhöfen der Fall war.

## Architektur
Das gleichzeitig mit dem U-Bahnhof errichtete Vestibülgebäude ist mit weißem Kalkstein verkleidet und mit mehreren arkadenförmigen Portalen dekoriert. Es wurde nach einem Entwurf des Architekten Igor Roschin errichtet; das Gleiche gilt für die Bahnsteighalle, zu der vom Vestibül aus drei parallele Rolltreppen führen. Wie die meisten anderen Moskauer U-Bahnsteige stellt die Halle bei Park Kultury einen dreiteiligen Mittelbahnsteig dar. Dessen 9,5 m breiter Mittelbereich wird von den beiden Gleisbereichen durch eine arkadenartige Pylonenreihe getrennt. Die dekorativen Reliefstreifen am Gewölbe der Halle lassen dieses entfernt einem für Kathedralen typischen Kreuzgewölbe ähneln. Jeder Pylon ist oben mit einer runden Einfassung geschmückt, von denen jede eine weißmarmorne Reliefabbildung mit Motiven zum Thema Naherholung (in Anlehnung an den Gorki-Park, der als wichtiges Naherholungsgebiet konzipiert wurde) enthält. In der farblichen Ausgestaltung der Station dominieren jedoch insgesamt graue und schwarze Töne, was an der hellgrauen marmornen Verkleidung der Pylonen sowie an der für diesen U-Bahnhof charakteristischen Ausgestaltung der äußeren Bahnsteigwände aus schwarzem Marmor und Labradorit ersichtlich ist. Den Fußboden der Bahnsteighalle bilden hellgraue und schwarze Granitplatten mit einem teppichähnlichen Muster.